# غابرييل أوتينجن
غابرييل أوتينجن (بالألمانية: Gabriele Oettingen)‏؛ 22 يوليو 1953، ميونيخ، أكاديمية وطبيبة نفسية ألمانية. وهي أستاذة علم النفس في جامعة نيويورك وجامعة هامبورغ.